# Mike Phiromphon
Mike Piromphon (thaï : ไมค์ ภิรมย์พร), nom de scène de Phonphirom Phinthapakang (thaï : พรภิรมย์ พินทะปะกัง), est un chanteur, acteur et auteur-compositeur-interprète thaïlandais, principalement de luk thung, né le 8 juillet 1966 dans la province d'Udon Thani.
Sa carrière commence en 1995 et est l'un des premiers artistes de la GMM Grammy à enregistrer pour le label de luk thung Grammy Gold, mais son succès est signé par le titre phare de son cinquième album studio, Yah Jai Kon Jon (ยาใจคนจน), en 1998. Il sort par la suite plusieurs albums à succès qui lui vaudra le surnom du « favori des ouvriers » (ขวัญใจผู้ใช้แรงงาน).

## Discographie

### Albums studios
- 1995 : Khan Lang Kor Lao (คันหลังก็ลาว)
- 1996 : Nam Tah Lon Bon Toh Jin (น้ำตาหล่นบนโต๊ะจีน)
- 1997 : 
  - Sanya Rak Kon Rot (สัญญารักคนรถ)
  - Hua Jai Loi Tua (หัวใจลอยตัว)
- 1998 : Yah Jai Kon Jon (ยาใจคนจน)
- 1999 : 
  - Kai Raeng Taeng Nang (ขายแรงแต่งนาง)
  - Tang Biang Yah Sieng Dern (ทางเบี่ยงอย่าเสี่ยงเดิน)
- 2000 : Nuai Mai Kon Dee (เหนื่อยไหมคนดี)
- 2001 : Nuk Soo Mor.3 (นักสู้ ม.3)
- 2002 : Duay Rang Hang Rak (ด้วยแรงแห่งรัก)
- 2003 : Rong Rien Laang Jarn (โรงเรียนล้างจาน)
- 2004 : Pha Khao Bon Ba Sai (ผ้าขาวบนบ่าซ้าย)
- 2005 : Kum Lang Jai Nai Waew Tah (กำลังใจในแววตา)
- 2006 : Mee Hua Jai Wai Ruk Ter (มีหัวใจไว้รักเธอ)
- 2007 : Yung Rak Kun Yoo Rue Plao (ยังรักกันอยู่หรือเปล่า)
- 2009 : 
  - Phraw Lok Nee Mee Ter (เพราะโลกนี้มีเธอ)
  - Bon Sen Tang Sai Derm (บนเส้นทางสายเดิม)
- 2012 : Mai Sai Kern Ror (ไม่สายเกินรอ)
- 2018 : Bon Thanon Sai Kwarm Dee (บนถนนสายความดี)

### Albums de reprise
En même temps que ses albums studios, Mike Piromphon enregistre des albums de reprise de chansons luk thung au fil des années.
- 2001 : Ruam Pleng Dang Song Fang Kong 1-2 (รวมเพลงดัง สองฝั่งโขง 1-2)
- 2005 : Duai Rak Dae...Kroo Sala 1-2 (ด้วยรักแด่...ครูสลา 1-2)
- 2013 : Duai Rak Jark Sork Deuk (ด้วยรักจากซอกดึก)
- 2015 : Luk Thung Koo Ban Koo Muang 1-2 (ลูกทุ่ง คู่บ้านคู่เมือง 1-2)
- 2017 : Luk Thung Koo Ban Koo Muang 3-4 (ลูกทุ่ง คู่บ้านคู่เมือง 3-4)

### Singles
- 2016 : Worn Fah Kho Tewada Keun (วอนฟ้าขอเทวดาคืน)
- 2017 :
  - Klap Kham Saa Laa (กลับคำสาหล่า)
  - Boon Pha La (บุญผลา)
- 2018 : Hak Paeng Kun Der (ฮักแพงกันเด้อ)
- 2019 : 
  - Status Bor Keuy Plien (สเตตัสบ่เคยเปลี่ยน)
  - Kam Wao Soo Khwan (คำเว้าสู่ขวัญ)
  - Sarng (สร้าง)
  - Wun Tee Dai Kham Tob (วันที่ได้คำตอบ)
  - Saeb Mike (แซ่บไมค์)
  - Ai Tok Lum Hak Jao Soo Mue (อ้ายตกหลุมฮักเจ้าซุมื้อ)
- 2020 : 
  - Tape Muan Nan (เทปม้วนนั้น)
  - Dang Duang Ta Wen (ดั่งดวงตะเว็น), générique de fin de la série Soot Ruk Saeb Eli (สูตรรักแซ่บอีหลี)
- 2022 : Hak Hua Jai Jao Der E La (ฮักหัวใจเจ้าเด้อีหล่า)
- 2023 : Keud Haud (คึดฮอด), générique de fin de la série Dok Yah Paa Concrete (ดอกหญ้าป่าคอนกรีต)